# MTPaint
MTPaint je jednoduchý program s GUI (k tomuto účelu používá GTK+) sloužící k úpravě/vytváření obrázků i editaci fotek. V aktivním vývoji ho udržuje Mark Tyler. Lze ho spustit bezproblémově na operačních systémech GNU/Linux či Windows.

## Hlavní funkce
- Podpora základních úloh (zpět, přiblížení, nastavení upřednostňovaného jazyka, klávesové zkratky,...).
- Podpora následujících formátů pro načtení i následné uložení: BMP, GIF, JPEG, LSS, PNG, TGA, TIFF, XPM, XBM.
- Možnost vrstvení obrázku.
- Možná tvorba GIF animací.
- Obsahuje základní efekty.
- Možná změna velikosti obrázku/fotky i se zachováním původního rozlišení.